# Pięciobój nowoczesny na Letnich Igrzyskach Olimpijskich Młodzieży 2010

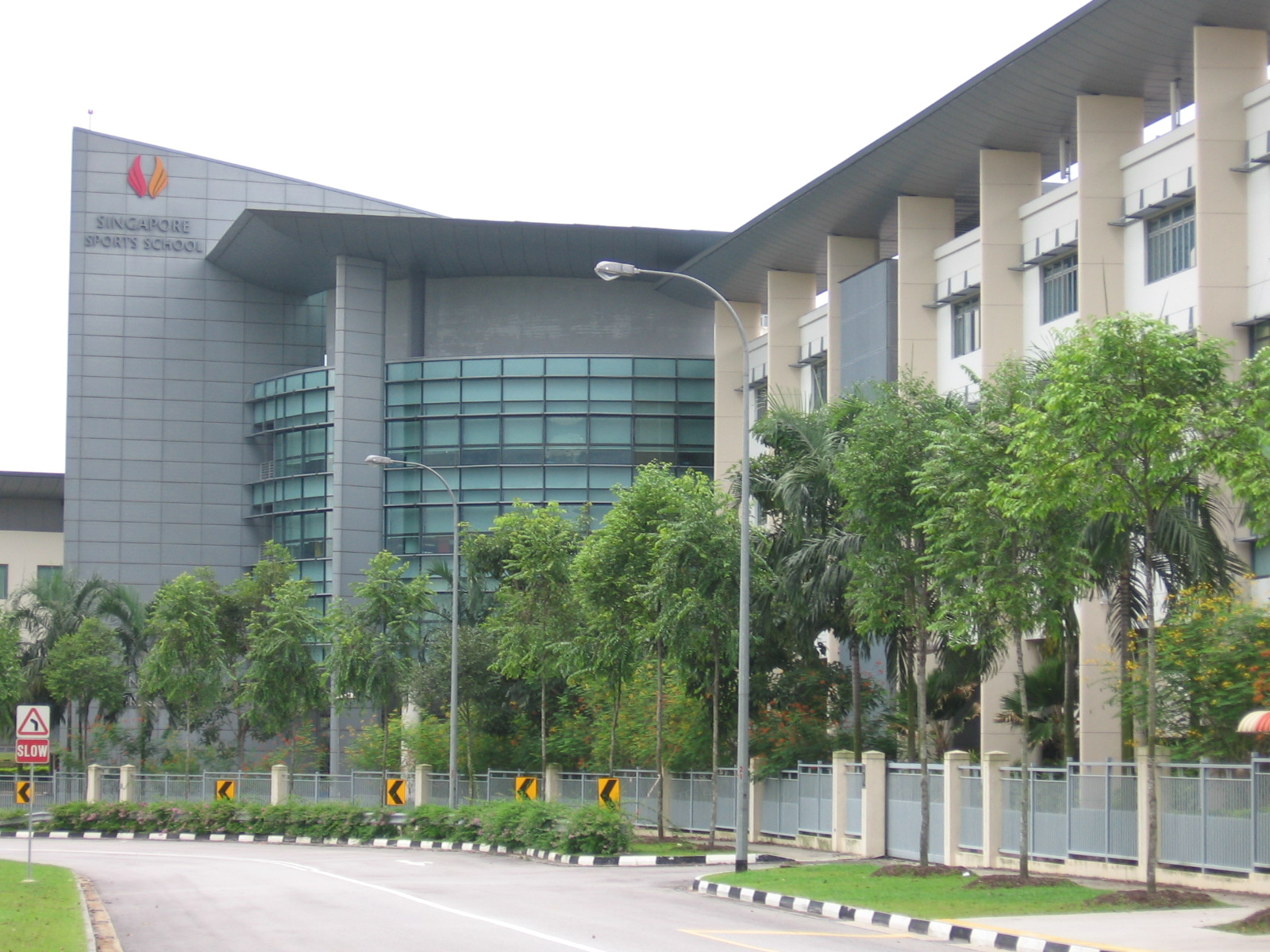
Singapore Sports School - arena zmagań pięcioboistów

Pięciobój nowoczesny na Letnich Igrzyskach Olimpijskich Młodzieży 2010 odbył się w dniach 22 - 24 sierpnia w Singapore Sports School w Singapurze. Zawodnicy rywalizowali w trzech konkurencjach (w 1 męskiej, 1 żeńskiej i 1 mieszanej (sztafeta)). W zawodach ogółem wystartowało 48 zawodników.

## Kwalifikacje
Kwalifikacje na igrzyska było można uzyskać podczas specjalnych zawodów kwalifikacyjnych w 2009 i 2010 roku. Zawodnicy musieli być urodzeni między 1 stycznia 1992 a 31 grudnia 1993 roku. W zawodach mogło wystartować dwóch zawodników z każdej płci.

## Medale

### Chłopcy
| Konkurencja             | Złoto        | Srebro        | Brąz          |
| Indywidualnie szczegóły | Kim Dae-beom | Ilja Szugarow | Jorge Camacho |

### Dziewczęta
| Konkurencja             | Złoto            | Srebro          | Brąz            |
| Indywidualnie szczegóły | Leydi Laura Moya | Zsófia Földházi | Anastasija Spas |

### Mieszane
| Konkurencja                                    | Złoto                         | Srebro                   | Brąz                                     |
| Sztafeta (1 chłopiec i 1 dziewczyna) szczegóły | Ilja Szugarow Anastasija Spas | Kim Dae-beom Zhu Wenjing | Lukas Kontrimavičius Gulnaz Gubajdullina |